# Cadney
Cadney – wieś i civil parish w Anglii, w Lincolnshire, w dystrykcie (unitary authority) North Lincolnshire. W 2011 roku civil parish liczyła 459 mieszkańców. Cadney jest wspomniana w Domesday Book (1086) jako Catenai.